# کایل لارسون
کایل لارسون (انگلیسی: Kyle Larson؛ زادهٔ ۳۱ ژوئیهٔ ۱۹۹۲) راننده خودروی مسابقه‌ای اهل ایالات متحده آمریکا است. وی با خودرو شورلت برای تیم هندریک موتورزاسپورتز در سری رقابت‌های جام ناسکار شرکت می‌کند.